# Operation Larchwood 4
Notes
les renseignements trouvés lors de cette opération ont permis la traque du chef terroriste Abou Moussab Al-Zarqaoui
Guerre en Irak
L'opération Larchwood 4 était une opération lancée par l'escadron B du 22nd Special Air Service Regiment de l'armée britannique soutenu par les forces américaines, pour attaquer une ferme occupée par Al-Qaïda à Yusufiyah, dans le gouvernerat de Bagdad, en Irak. Le raid fut un succès majeur, grâce auquel des renseignements furent recueillis qui ont conduit à la découverte et à l'assassinat du leader d'Al-Qaïda en Irak Abu Musab al-Zarqawi quelques mois plus tard. 

## Contexte
Du 15 janvier au 15 octobre 2006, AQI (Al-Qaïda en Irak) était l'un des cinq ou six autres groupes d'insurgés sunnites qui ont formé le Conseil des moudjahidines de la Choura (MSC) qui embrassait la même idéologie salafiste qu'AQI. 
L'opération Larchwood 4 a été décidée à partir de renseignements recueillis lors de raids précédents menés par l'escadron B du 22 SAS et l'escadron B SFOD-D (1st Special Forces Operational Détachement-Delta) sur des cibles AQI dans des zones surnommées "Bagdad Belts". Un terme utilisé par la coalition pour les communautés autour de la capitale, Bagdad . 
Lors des raids nocturnes du 8 avril et du 13 avril 2006, dans une ville près de Yusufiyah, les opérateurs ont tué 7 insurgés (5 le 8 avril et 2 le 13 avril) qui, selon les agences de renseignement, étaient des djihadistes étrangers. Les renseignements recueillis lors de ces raids ont donné au JSOC une image claire du renseignement d'un groupe de cellules d'Al-Qaïda autour de Bagdad, suggérant que leurs tactiques avaient évolué. 
L'opération Larchwood 4 faisait partie d'une intense série d'opérations dans le Triangle de la mort, dont la plupart ont été menées par Delta Force et d'autres forces américaines. 

## Opération

### Cible
L'objectif de l'opération était de capturer un chef terroriste de niveau moyen appelé Abou Atiya (pseudonyme attribué par Mark Urban). Il dirigeait les campagnes de communication locales d'AQI. Les informations d'origine HUMINT et SIGINT ont signalé qu'il avait aussi un rôle dans la mise en place d'un VBIED. Son emplacement a été confirmée par des interceptions de téléphones portables et un indice sous la forme d'une photo aérienne. Le bâtiment cible était une ferme tenue par des insurgés à la périphérie de Yusufiyah. 

### Plan
L'opération a été planifiée et commandée par un officier du SAS, le capitaine Ewan (pseudonyme attribué par Mark Urban), un officier expérimenté dans la vingtaine. Le capitaine Ewan commandait une équipe d'assaut qui devait être transportée par hélicoptère Puma vers une zone d'atterrissage portant le nom de code L1, située au nord-est du bâtiment cible, puis traverserait le verger jusqu'au bâtiment cible, en l'utilisant comme couverture. Une fois là-bas, la force d'assaut de quatre équipes devait se diviser en deux groupes, Ewan conduisant l'un et un capitaine SAS moins expérimenté conduisant l'autre. L'un des groupes attaquerait depuis l'est et l'autre depuis le sud. Faisaient également partie de l'équipe d'assaut deux interprètes irakiens attachés au SAS qui interprétaient et aidaient à l'exploration des informations sensibles, juste au cas où les cibles échapperaient à la force d'assaut, des tireurs d'élite du SAS dans des hélicoptères Lynx seraient en orbite autour du bâtiment cible. En outre, un peloton de parachutistes britanniques du SFSG / Task Force Maroon bouclerait / bloquerait la zone autour du bâtiment cible. Ils seraient insérés par hélicoptère Chinook,. 
La Compagnie Charlie du 2e Bataillon, 502e Régiment d'infanterie (C Co 2-502) serait en réserve en tant que force de réaction rapide (QRF) tout en fournissant une position de blocage pour interdire le mouvement ennemi hors de la zone pour les hélicoptères RAF et AAC, deux C-130 Hercules étaient sur place: l'un était un avion de commandement et l'autre un AC-130. Il fallait un soutien important à l'opération SAS en raison de la tension accrue entre le peuple irakien dans la région et les troupes de la coalition en raison du récent viol de Mahmudiyah et des meurtres qui suivirent. 

### Le raid
Après un court vol vers L1 les Pumas atterrirent juste après 02h00 du matin. Les opérateurs SAS après avoir débarqué se sont dirigés avec précaution vers le bâtiment cible. 
Une fois à l'abri à quelques mètres de la maison, deux opérateurs SAS ont été envoyés pour repérer l'angle sud-est du bâtiment, ils ont trouvé une porte du bâtiment cible grande ouverte de ce côté. Le capitaine Ewan a ordonné le début de l'assaut, une équipe est entrée rapidement dans le bâtiment, quelques secondes plus tard, des coups de feu ont retenti et 3 opérateurs SAS ont été blessés dans le couloir de la maison, l'équipe s'est retirée de la maison. Le SFSG a tenté de faire cesser les tirs des insurgés de la maison, tandis que les victimes se sont cachées derrière une berme de sable et ont reçu des soins médicaux.Les insurgés à l'intérieur du bâtiment et sur le toit ont commencé à tirer et à lancer des grenades sur les opérateurs du SAS, le capitaine Ewan a repris l'assaut, s'approchant du bâtiment sous couvert de tirs et en lançant des grenades, les opérateurs étant rentrés, 2 autres ont été blessés mais ont tué un insurgé dans le couloir,. 
Un insurgé portant un gilet suicide avec un fusil d'assaut et des grenades a couru hors du bâtiment et s'est mis à couvert sous une voiture garée à l'extérieur, des tireurs d'élite SAS dans l'hélicoptère Lynx et des parachutistes de la Force opérationnelle marron l'ont vu et abattu. 
À l'intérieur du bâtiment, les opérateurs du SAS ont commencé à nettoyer le rez-de-chaussée pièce par pièce, tuant un autre insurgé, dans une pièce, ils ont trouvé une demi-douzaine de femmes et d'enfants. Une femme était morte et une autre, ainsi que 3 enfants, blessée, peut-être pendant les tirs croisés du début de l'assaut. Les chambres dégagées, les opérateurs tournèrent leur attention vers le toit. Conduits par un sous-officier blessé, ils sont montés à l'étage. En haut de l'escalier, un insurgé portant un gilet suicide s'est fait sauter, blessant l'homme de tête. Un autre insurgé s'est fait exploser sur le toit du bâtiment. 
Parmi les femmes et les enfants, il y avait 5 hommes, l'un d'entre eux était Abu Atiya et il a été arrêté. Un autre homme qui semblait être un insurgé a également été arrêté et tous deux ont été emmenés par hélicoptère. Le reste des civils a été emmené par hélicoptère au 10e Hôpital de Campagne. Pendant ce temps, les opérateurs SAS ont commencé la fouille du site sensible, dans le temps imparti. Ils ont rassemblé beaucoup de documents et d'armes. 

## Conséquences
5 opérateurs du SAS ont été blessés tandis que 5 insurgés sont morts et 2 autres capturés et 1 civil tué avec 4 autres blessés. Les blessures des opérateurs SAS n'étaient pas graves et ils ne sont pas restés longtemps hors service, 
l'opération a eu lieu peu de temps avant le retour de l'escadron B au Royaume-Uni, son commandant a été décoré pour l'ensemble du séjour. Le capitaine Ewan a reçu une médaille et de nombreux membres de l'escadron qui ont participé au 
raid ont été décorés. Les commandants américains étaient ravis du résultat du raid et cela a justifié l'idée de raids conjoints entre le SAS et la Delta Force. 
Le major-général américain Rick Lynch a affirmé que les unités du JSOC (y compris les SAS) avaient lancé environ cinq opérations au cours des semaines précédentes avant Larchwood 4, tuant 31 combattants étrangers (dont 90% étaient des kamikazes), ce qui a dégradé la capacité d'AQI à monter des attaques de représailles dans les mois suivant l'opération.. 

### Renseignement
Les renseignements recueillis par les SAS ont été examinés par des experts du JSOC et de la NSA, ils ont trouvé de nouvelles vidéos et des photos de Zarqawi donnant des messages politiques et posant avec ses partisans. À l'époque, les seules photos et vidéos de lui étaient vieilles et difficilement exploitables. Neuf jours après le raid, Zarqaoui a publié une vidéo de propagande sous le logo du MSC, la même vidéo que les SAS avaient saisie, bien que montée, le contenu de la vidéo était, en résumé, la promotion du terrorisme islamiste. Les États-Unis ont contré la vidéo avec un montage utilisant les mêmes rushs, ce qui a eu pour effet de diminuer l'impact de la vidéo sur son public cible. 
Les insurgés d'Al-Qaïda capturés lors de l'opération ont été emmenés au centre de contrôle temporaire du JSOC à Balad et ont été interrogés pour plus de renseignements. Il s'est avéré que le deuxième insurgé présumé capturé était plus important qu'Abu Atiya, l'auteur Mark Bowden lui a attribué le pseudonyme "Abu Haydr", il était "Emir administratif" pour la cellule d'Abu Ghraib d'AQI et vers le 20 mai, a été amené à révéler qu'il était proche du conseiller religieux d'Al-Zarqawi qu'il a nommé Sheikh abu abdur Rahman, qui avait été porté à l'attention des services de renseignement américains deux ans auparavant. 
Des renseignements ultérieurs ont laissé entendre que la nuit de l'opération, Abu Musab Al-Zarqawi se trouvait dans un autre bâtiment non loin de là. 

### Mort d'Al-Zarqawi
Le 7 juin 2006, des opérateurs SAS de la force opérationnelle 145 ont identifié l'emplacement du cheikh à Bagdad, puis il s'est rendu dans une ferme éloignée du village de Hibhib, un village à l'extérieur de Baquba au nord de Bagdad. Il était sous surveillance d'un drone Prédateur américain. Les opérateurs l'ont alors vu saluer un homme correspondant à la description de Zarqawi. Deux F-16 ont largué des bombes de 500 livres sur la maison, tuant tous les occupants. Les troupes américaines ont récupéré le corps de Zarqawi.

## Voir également
- Liste des opérations SAS
- Opération Neptune Spear